# Tự vệ
Tự vệ là một biện pháp đối phó liên quan đến việc bảo vệ sức khoẻ và sự an toàn của bản thân khỏi bị tổn hại. Việc sử dụng quyền bào chữa như là một sự biện hộ hợp pháp cho việc sử dụng vũ lực trong những lúc có nguy cơ hiện có ở nhiều vùng, tuy nhiên cách giải thích rất khác nhau.
Tự vệ vật lý là việc sử dụng sức mạnh thể chất để chống lại mối đe dọa trực tiếp của bạo lực. Lực lượng này có thể được vũ trang hoặc không vũ trang. Trong cả hai trường hợp, cơ hội thành công phụ thuộc vào một số lượng lớn các thông số, liên quan đến mức độ nghiêm trọng của mối đe dọa trên một mặt, mà còn về sự chuẩn bị tinh thần và thể chất của hậu vệ. Tự vệ còn có thể hiểu là sự tự bảo vệ bản thân, tự nhận thức được những mối nguy hại trong cuộc sống để rồi từ đó biết cách bảo vệ, giúp bản thân tránh xa những mối nguy ấy.
Nhiều phong cách võ thuật được thực hành để tự bảo vệ hoặc bao gồm kỹ thuật tự bảo vệ. Một số phong cách huấn luyện chủ yếu để tự phòng vệ, trong khi các môn thể thao võ thuật hoặc chiến đấu khác có thể được áp dụng một cách hiệu quả để tự vệ. Một số võ thuật đào tạo cách thoát khỏi tình trạng dao hoặc súng, hoặc làm thế nào để thoát khỏi đấm, trong khi những người khác đào tạo làm thế nào để tấn công. Để có thể tự bảo vệ thực tế, nhiều trường võ thuật ngày nay sử dụng sự kết hợp giữa phong cách võ thuật và kỹ thuật và thường xuyên tùy chỉnh đào tạo tự vệ cho phù hợp với lối sống, nghề nghiệp, nhóm tuổi và giới tính của người tham gia, Khả năng tinh thần.